# Infiltradas
Infiltradas ((fr) Infiltré), est une telenovela chilienne diffusée en 2011 par Chilevision.

## Distribution
- Katty Kowaleczko - Atenea Magallanes / Minerva Magallanes
- Felipe Braun - Horacio Leiva
- Álvaro Morales - Lucio Santo Domingo
- Héctor Noguera - Faustino Santo Domingo
- Ignacia Allamand - Nina Engel / Quena
- Mayte Rodríguez - Consuelo Guerrero - Piedad Guerrero / Constanza "Cony"
- Tiago Correa - Lautaro Verdugo
- Bárbara Ruiz-Tagle - Amparo Barrientos / Alejandra
- Catalina Olcay - Ivanka Solís / Ivonne
- Willy Semler - Aldo Zubizarrieta
- Marcela del Valle - Macarena Sastre
- Paulo Brunetti - Bautista Piantini / Bautista Martinelli
- Schlomit Baytelman - Libertad León
- Santiago Tupper - Mikel Muñoz
- Susana Hidalgo - Soledad Zubizarrieta
- Sonia Mena - Juana Vázquez Villalón "La Santa Muerte"
- Juan Pablo Ogalde - Rómulo Barraza "El Trauko"
- César Arredondo - Nelson Ballesteros
- Gabriela Medina - Lorna Gutierrez "La tía Pincoya"
- Adriana Vacarezza - Regina Méndez
- Sebastián Arrigorriaga - Nataniel Santo Domingo
- Malucha Pinto - Nélida Verdugo
- Roberto Poblete - Luis Alegría
- Ariel Levy - Cristóbal Espejo / Glenda Soruco
- Esperanza Silva - Deborah Gangas - Villana

### Participations spéciales
- Carolina Cartagena - Lourdes de Amesti
- Alessandra Guerzoni - Giovanna Bernini
- Nicolás Vigneaux - Iron
- Guilherme Sepúlveda - Braulio Gangas
- Roberto Vander - Octavio Gangas / Octavio Fuentes
- Mariela Montero - Elle-même